# 九站站
九站站是位于吉林省吉林市昌邑区九站镇的一个铁路车站，邮政编码132101。车站建于1912年，有长图铁路经过该站，现仅办理货运业务，不办理客运业务，车站及其上下行区间均未电气化。车站距离长春站115公里，隶属沈阳铁路局，是四等站。
原九站站设备于2022年起纳入新九站站控制。